# Regionalismo Castellano-Leonés
Regionalismo Castellano-Leonés (o Catecismo Regionalista Castellano-Leonés) es un texto del regionalismo castellanoleonés, cuya autoría corresponde a F. Gómez Campos, pseudónimo de Eugenio Merino Movilla (1881-1953). Se publicó en Diario de León a fines de 1931 y comienzos de 1932.